# Метродор (сын Сатира I)
Метродор (др.-греч. Μητροδωρος) — младший сын боспорского царя Сатира I.
О младшем сыне боспорского царя Сатира I Метродоре известно только из «Стратегем» Полиэна. Находясь в состоянии войны с Тиргатао, Сатир для заключения мира был вынужден отдать ей Метродора в заложники. Однако затем боспорский правитель подослал двух доверенных людей, чтобы они убили меотянку. Этот замысел, оказавшись неудачным, был раскрыт, и тогда Тиргатао умертвила сына царя, возобновив боевые действия. По словам Полиэна, Сатир от отчаяния вскоре скончался.
Н. А. Павличенко отметил, что согласно Ульпиану Эмесскому Сатир умер во время осады Феодосии (в 389 году до н. э.), поэтому антиковеды, стараясь совместить сведения двух античных писателей, предположили, что царь Боспора узнал о гибели сына, находясь под стенами этого города. Как заметил Ф. В. Шелов-Коведяев, Сатир не отдал в заложники ни первого, ни второго сына, так как именно младшим детям достаётся значительно более скромная доля. По замечанию Ю. Г. Виноградова, Метродор, как и некоторые другие младшие члены семьи династии Спартокидов, был наречён нетрадиционно. По предположению В. М. Зубаря и А. С. Русяевой, Сатир был женат на эллинке, возможно, нимфеянке. Немецкая исследовательница Э. Зимон высказала мнение, что Метродор и его отец изображены в виде стоящих безбородого и бородатого воинов на обнаруженной в северной части Таманского полуострова мраморной стеле, посвященной событиям в Синдике начала IV века до н. э.